# Den ozbrojených sil České republiky
Den ozbrojených sil České republiky je památným dnem Ministerstva obrany České republiky, který odkazuje na 30. červen 1918, kdy došlo u francouzského města Darney ke slavnostní přísaze příslušníků Československé střelecké brigády československých legií ve Francii. Den ozbrojených sil ČR byl vyhlášen rozkazem prezidenta republiky č. 10 ze dne 7. února 2002. 

## Historické pozadí
Dne 30. června 1918 došlo u tábora Kleber za městem Darney k historickému okamžiku. Šest tisíc shromážděných příslušníků 21. a 22. čs. střeleckého pluku zde slavnostně složilo vojenskou přísahu, kterou se zavazovali ke službě budoucí Československé republice. Jednalo se o významný předěl v budování samostatného československého státu, který stvrzoval suverenitu československých legií, jako ozbrojených sil dosud ještě neexistujícího státu. Slavnostní přísaze byl přítomen tajemník Československé národní rady dr. Edvard Beneš a francouzský prezident Raymond Poincaré. Ten v rámci programu osobně předal bojový prapor 21. čs. střeleckému pluku. 

## Oslavy Dne ozbrojených sil
Den ozbrojených sil ČR je od roku 2002 připomínán slavnostním nástupem vojáků Armády České republiky na čestném dvoře Národního památníku na Vítkově za účasti špiček armádního velení, válečných veteránů, členů vlády a parlamentu i prezidentů. Při této příležitosti dochází k předávání vyznamenání rezortu obrany, povyšování do vyšších hodností, či předávání bojových praporů útvarům Armády České republiky. Současně se pravidelně konají pietní akty u památníku ve francouzském Darney za účasti místní samosprávy, zástupců českého a slovenského velvyslanectví a ozbrojených sil České republiky a Francie. 